# 眼瞼炎
眼瞼炎（がんけんえん、英: Blepharitis）は、まぶたの縁の炎症である。一般的な症状は、発赤、かゆみ、まぶたのかさつきなどである。その他の症状には、目の違和感、まぶたの腫れ、ドライアイなどがあげられる。合併症には、逆さまつげや角膜潰瘍などがあげられる。
リスク要因には、頭垢、酒皶、油性肌、アレルギーなどがあげられる。根本的な発症の機序は、細菌の増加によるものがほとんどであり、伝染性はない。眼瞼炎には、前部と後部の2種類がある。診断は眼科検診による。
一般的な治療は、まぶたの洗浄である。まぶたの洗浄はぬるま湯と赤ちゃん用シャンプーを使用する。場合によっては、抗生物質またはステロイド目薬が用いられる。症状は長引くことが多いが、一般的に転帰良好な場合がほとんどである。
眼瞼炎は一般的にみられる目の病気である。年間約1％の人が罹患するとされる。一般的に50歳以上の人に見られることが多い。女性は男性より罹患しやすい。米国では、眼科検診に来た患者の約40％に眼瞼炎の傾向がみられる。